# Swisscom Challenge 1999
Swisscom Challenge 1999 — жіночий тенісний турнір, що проходив на закритих кортах з твердим покриттям Schluefweg у Цюриху (Швейцарія). Належав до турнірів 1-ї категорії в рамках Туру WTA 1999. Відбувсь ушістнадцяте і тривав з 11 до 17 жовтня 1999 року.

## Учасниці

### Сіяні учасниці
| Країна    | Гравчиня         | Рейтинг | Сіяна |
| --------- | ---------------- | ------- | ----- |
| Швейцарія | Мартіна Хінгіс   | 1       | 1     |
| США       | Вінус Вільямс    | 3       | 2     |
| Франція   | Марі П'єрс       | 6       | 3     |
| ПАР       | Аманда Кетцер    | 8       | 4     |
| Австрія   | Барбара Шетт     | 7       | 5     |
| Франція   | Жюлі Алар-Декюжі | 9       | 6     |
| Бельгія   | Домінік Ван Рост | 12      | 7     |
| Франція   | Наталі Тозья     | 10      | 8     |

### Інші учасниці
Нижче подано учасниць, що отримали вайлд-кард на вихід в основну сітку:
- Ліза Реймонд
- Міріам Ореманс
- Дженніфер Капріаті

Нижче наведено учасниць, що отримали вайлдкард на участь в основній сітці в парному розряді:
- Морін Дрейк /  Мірослава Ваврінец

Нижче наведено гравчинь, які пробились в основну сітку через стадію кваліфікації:
- Тетяна Панова
- Коріна Мораріу
- Олена Дементьєва
- Магі Серна

- Єлена Костанич /  Тара Снайдер

Як щасливий лузер в основну сітку потрапили такі гравц:
- Генрієта Надьова

## Переможниці та фіналістки

### Одиночний розряд
Вінус Вільямс —  Мартіна Хінгіс 6–3, 6–4
- Для Вільямс це був 6-й титул за сезон і 9-й — за кар'єру.

### Парний розряд
Ліза Реймонд /  Ренне Стаббс —  Наталі Тозья /  Наташа Звєрєва 6–2, 6–2
- Для Реймонд це був 3-й титул за сезон і 12-й — за кар'єру. Для Стаббс це був 3-й титул за сезон і 17-й - за кар'єру.